# Hieracium attenuatifolium
Hieracium attenuatifolium es una especie de planta con flor del género Hieracium, de la familia Asteraceae, orden Asterales.

## Distribución
Hieracium attenuatifolium se distribuye por la Isla Shetland.

## Taxonomía
Fue descrita científicamente por Sell & C. West. Fue publicada en Watsonia 6: 95 (1965).